# Sistema educativo de Rusia

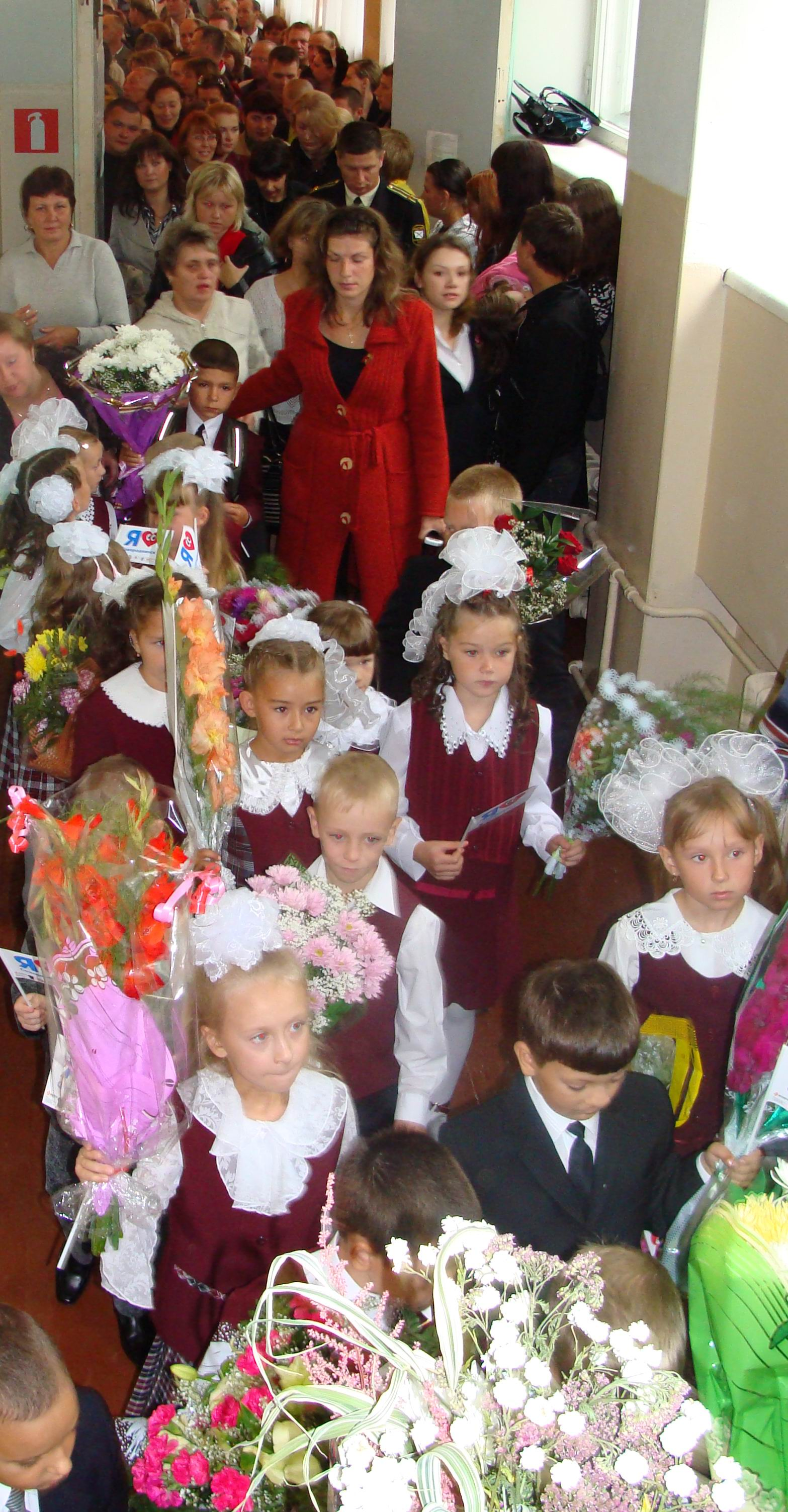
El 1 de septiembre, Día del conocimiento en Rusia

En Rusia, el estado proporciona la mayoría de los servicios educativos, regulando a través del Ministerio de Educación y Ciencia. Las autoridades regionales organizan la educación en sus jurisdicciones dentro del marco vigente de las leyes federales. El gasto de Rusia en educación aumentó del 2,7% del PIB en 2005 al 3,8% en 2013, pero se mantiene por debajo del promedio de la OCDE del 5,2%.
Antes de 1990, la formación escolar en la Unión Soviética (primaria y secundaria) duraba 10 años, pero a fines de 1990 se implantó una formación de 11 años. La educación en las escuelas secundarias estatales es gratuita; la primera educación terciaria (nivel universitario) es gratuita con reservas: un número considerable de estudiantes se inscribe pagando por anticipado la totalidad del coste. La proporción entre estudiantes chicas y chicos está equilibrada en todas las etapas de la educación, excepto en la educación terciaria, donde las mujeres lideran con un 57%.
Una estimación de 2015 de la Agencia Central de Inteligencia de los Estados Unidos pone la tasa de alfabetización en Rusia en 99.7% (99.7% para los hombres, 99.6% para las mujeres). Según un cálculo de 2016 de la OCDE, el 54% de los adultos de Rusia (de 25 a 64 años de edad) han cursado estudios de nivel terciario, lo que le otorga a Rusia el segundo puesto más alto de educación terciaria entre los 35 países miembros de la OCDE. El 47.7% han completado toda la educación secundaria (los 11 años); el 26.5% han completado la escuela secundaria (9 años) y el 8.1% han pasado por la educación primaria (por lo menos 4 años). Las tasas más altas de educación terciaria (24,7%) se registran entre las mujeres de 35 a 39 años (en comparación con el 19,5% para los hombres del mismo grupo de edad).
En comparación con otros países de la OCDE, Rusia tiene algunos de los períodos y tamaños en horas de clase más cortos y algunas de las horas de instrucción más cortas por año.
En 2014, la Pearson/Economist Intelligence Unit calificó la educación de Rusia como la octava mejor en Europa y la 13.ª mejor del mundo; El logro educativo de Rusia fue calificado como el 21º más alto del mundo, y las habilidades cognitivas de los estudiantes como el noveno más alto.
En 2015, la OCDE clasificó las destrezas de matemáticas y ciencias de los estudiantes rusos como la 34.ª mejor del mundo, entre Suecia e Islandia.
En 2016, la empresa estadounidense Bloomberg calificó a la educación superior rusa como la tercera mejor del mundo, midiendo el porcentaje de graduados de secundaria que van a la universidad, los graduados anuales en ciencias e ingeniería como porcentaje de todos los graduados universitarios y ciencias y graduados de ingeniería como un porcentaje de la fuerza de trabajo.
En 2014, Rusia se ubicó como el sexto destino más popular para estudiantes internacionales.
Joseph Stiglitz, execonomista jefe del Banco Mundial, ha declarado que una de las cosas buenas que Rusia heredó de la era soviética fue "un alto nivel de educación, especialmente en áreas técnicas tan importantes para la Nueva Economía".

## Educación preescolar
Según el censo de 2002, el 68% de los niños (78% urbanos y 47% rurales) de 5 años estaban matriculados en escuelas infantiles. Según dato de UNESCO, la matrícula en cualquier clase de  programa preescolar aumentó de 67% en 1999 a 84% en 2005.
Las guarderías (para niños de hasta 3 años), a diferencia de las escuelas, está reguladas por autoridades regionales y locales. El Ministerio de Educación y Ciencia regula solo un breve programa de preparación escolar para niños de 5-6 años. En 2004 el gobierno intentó  cobrar el coste completo de las guarderías a los padres;  hubo protestas tan amplias que el Gobierno tuvo que revertir la medida. Actualmente, las autoridades locales legalmente pueden cobrar a los padres no más del 20% de los costes. Los gemelos, hijos de alumnado universitario, refugiados, Chernóbyl los veteranos y otros grupos sociales protegidos pueden acceder gratuitamente a este nivel escolar.
El sistema soviético proporcionaba un servicio casi universal de escuela infantil  (de 1 a 7años)  en las zonas urbanas, aliviando a las madres que trabajaban de la carga del cuidado de los niños. Para la década de 1980, había 88,000 instituciones preescolares. Cuando el programa de estudio de educación secundaria  pasó de diez a once años, los programas de escuela infantil a su vez se modificaron, pasando de proporcionar  habilidades sociales básicas o habilidades físicas a la preparación para ingresar en la escuela primaria. Después del colapso de la Unión Soviética, el número disminuyó hasta 46,000. Los edificios de jardín de infantes se vendieron como bienes inmuebles, se reconstruyeron irreversiblemente o se convirtieron para uso como oficinas. Al mismo tiempo, una parte minoritaria de las guarderías estatales que habían tenido éxito, consideradas como un impulso vertical a la educación de calidad, floreció a lo largo de la década de los noventa. Las guarderías de propiedad privada, aunque tenían una gran demanda, no obtuvieron una participación significativa debido a la presión administrativa. La proporción de niños matriculados en jardines de infantes privados disminuyó del 7% en 1999 al 1% en 2005.
La mejora de la economía después de la crisis de 1998, junto con el pico demográfico histórico, dio lugar a un aumento en la tasa de natalidad, registrada por primera vez en 2005. Las grandes ciudades habían sufrido escasez de vacantes de jardín de infancia antes, en 2002. La lista de espera para estas escuelas en Moscú constaba de 15,000 niños; en una ciudad mucho más pequeña de Tomsk (población 488,000) llegó a 12,000. La ciudad de Moscú instituyó comisiones especializadas de jardín de infantes con la tarea de localizar espacios vacíos para los niños; los padres firman a sus hijos en la lista de espera tan pronto como nacen. El grado del problema varía entre los distritos; por ejemplo, el distrito de Filí-Davýdkovo de Moscú (población 78,000) ha perdido todos sus jardines de infantes (los residentes tienen que competir por los cupos de kindergarten en otros lugares) mientras que Zelenograd afirma tener una lista de espera reducida. Personas independientes afirman que los sobornos o "donaciones" para la admisión a las guarderías están a la altura de lo que ocurre en las admisiones universitarias, mientras que las autoridades lo niegan.

## Educación general

### Marco general
Había 59 260 escuelas de educación general en el año escolar 2007-2008, un aumento de 58,503 con respecto al año anterior. Sin embargo, antes de 2005-2006, el número de escuelas había disminuido constantemente, perdiendo 65,899 entre 2000 y 2001. Las cifras de 2007-2008 incluyen 4,965 escuelas de aprendizaje avanzado que se especializan en idiomas extranjeros, matemáticas, etc.; 2347 escuelas avanzadas de uso general y 1884 escuelas para todas las categorías de niños con discapacidad; o incluye la escuela técnica vocacional y las técnicas. Las escuelas privadas representaron el 0.3% de la matrícula de la escuela primaria en 2005 y el 0.5% en 2005.
Según un informe de la UNESCO de 2005, el 96% de la población adulta ha completado la educación secundaria inferior y la mayoría de ellos también la educación secundaria superior.
La educación secundaria en sentido amplio, de once años de formación, en Rusia es obligatoria desde el 1 de septiembre de 2007. Hasta 2007, se limitaba a nueve años con grados 10-11 opcionales; los sujetos federales de Rusia podían imponer un estándar obligatorio más alto a través de la legislación local dentro del programa federal de once años. Moscú promulgó la educación obligatoria de once años en 2005, existía una legislación similar en Krai de Altái, Sajá y el óblast de Tiumén. Un estudiante de entre 15 y 18 años puede abandonar la escuela con la aprobación de sus padres y autoridades locales, y sin su consentimiento al llegar a la edad de 18 años. La expulsión de la escuela por alteraciones de la vida escolar es posible a partir de la edad de 15.
El ciclo escolar de once años se divide en 3 períodos: primaria (años 1-4), secundaria (años 5-9) y sénior (años 10-11). La mayoría absoluta de los niños asisten a las escuelas de programa completo que ofrecen educación de once años; las escuelas limitadas a la enseñanza primaria o primaria y secundaria normalmente se encuentran en áreas rurales. De 59 260 escuelas en Rusia, 36 248 ofrecen un programa completo de once años, 10 833 - un programa de nueve años "básico" (primaria y secundaria), y 10,198   educación primaria solamente. La cantidad de estas últimas es desproporcionadamente grande en relación con el número de estudiantes, debido a clases de menor tamaño en las escuelas rurales. En áreas donde la capacidad de la escuela es insuficiente para enseñar a todos los estudiantes en un horario normal de l mañana y tarde, las autoridades recurren a escuelas de doble turno, donde dos grupos de estudiantes (turno matutino y turno vespertino) comparten el mismo establecimiento. Hubo 13 100 escuelas de doble turno y 75 de triple turno entre 2007 y 2008, en comparación con 19 201 y 235 entre 200 y 2001.
Los niños son aceptados en el primer año a la edad de 6 o 7 años, dependiendo del desarrollo individual de cada niño. Hasta 1990, la edad de inicio estaba establecida en siete años y la escolaridad en diez años para los estudiantes que planeaban acceder a la educación superior en las universidades. Los estudiantes que planeaban ir a escuelas técnicas lo estaban haciendo, por regla general, después del octavo año. El cambio de un plazo de diez al de once años estuvo motivado por el aumento continuo de la carga en los años intermedios y superiores. En la década de 1960, se compensó reconvirtiendo el cuarto año de la escuela primaria en año de secundaria. La disminución en la escuela primaria condujo a una mayor disparidad entre los niños que ingresaban a la escuela secundaria; para compensar el cuarto año "perdido", la escuela primaria se extendió con un "año cero" para los niños de seis años. Este movimiento sigue siendo un tema de controversia.
Los niños de educación primaria normalmente están separados de otros niveles dentro de su propio piso de un edificio escolar. Les da clase  idealmente,  un solo maestro a lo largo de los cuatro años de primaria (a excepción de la educación física y, si se ofrecen, los idiomas extranjeros). El 98.5% de los maestros de escuela primaria son mujeres. Su número disminuyó de 349,000 en 1999 a 317,000 en 2005. A partir del quinto año, cada materia académica es impartida por un profesor especializado en la asignatura  (80.4% de mujeres en 2004, un aumento de 75.4% en 1991). La proporción de alumno por maestro (11:1) está a la par con los países desarrollados de Europa. El salario promedio mensual de los maestros en 2008 oscila entre 6,200 rublos (96 dólares americanos) en Mordovia 21,000 rublos (326 dólares americanos) en Moscú.
El año escolar se extiende desde el 1 de septiembre hasta finales de mayo y se divide en cuatro trimestres. El programa de estudio en las escuelas es fijo; a diferencia de algunos países occidentales, los escolares o sus padres no tienen otra opción de asignaturas de estudio. La carga de clase por alumno (638 horas al año para niños de nueve años, 893 para niños de trece años) es más baja que en Chile, Perú o Tailandia, y ligeramente menor que en la mayoría de los estados de los Estados Unidos, aunque son horas oficiales; con frecuencia se agrega un trabajo de clase adicional. Los estudiantes reciben una calificación numérica en una escala de 5 valores, que van  en la práctica de 2 ("inaceptable") a 5 ("excelente"); el 1 es una calificación que indica suspenso absoluto y rara vez se usa.. Los maestros suelen afinar con notas intermedias (por ejemplo, 4+, 5-) en el uso diario, pero los resultados de los trimestres y cursos se califican estrictamente con 2, 3, 4 o 5.

### Opción de formación profesional
Al completar un programa de nueve años, el estudiante tiene la opción de completar los dos años restantes en la escuela normal o de una transferencia a una escuela de capacitación profesional especializada. Históricamente, se dividieron en PTU de bajo prestigio y técnicas mejor valoradas y escuelas médicas (nivel de enfermería); en la década de 2000, muchas de esas instituciones, si están operativas, han sido renombradas como universidades. Proporcionan a los estudiantes una calificación de habilidades vocacionales y un certificado de escuela secundaria equivalente a una educación de 11 años en una escuela normal; el programa, debido a su componente de capacitación laboral, se extiende por más de 3 años. Entre 2007 y 2008 había 2,800 de tales instituciones con 2,280,000 estudiantes. Las escuelas vocacionales rusas, como las escuelas Tech Prep en los Estados Unidos, caen fuera de la clasificación CINE, por lo que el número de inscripciones reportadas por la UNESCO es menor, 1,41 millones; la diferencia se atribuye a clases superiores de técnicos que exceden el estándar de educación secundaria.
Todos los certificados de educación secundaria (Certificado de Madurez, en ruso: аттестат зрелости), independientemente de la institución emisora, se ajustan a la misma norma nacional y se consideran, al menos en derecho, como totalmente equivalentes. El Estado prescribe un conjunto mínimo (y casi exhaustivo) de materias de estudio que deben aparecer en cada certificado. En la práctica, la extensión de los términos del estudio a tres años perjudica levemente a los estudiantes varones de las escuelas profesionales que pretenden continuar: alcanzan la edad de reclutamiento antes de la graduación o inmediatamente después, y normalmente deben servir en el ejército antes de postular a instituciones de pregrado.
Aunque todos los alumnos varones cumplen las condiciones para aplazar su servicio militar obligatorio a cambio de recibir educación superior, deben al menos inscribirse en las pruebas de ingreso a la universidad en el momento en que reciben el aviso de reclutamiento del ejército. La mayoría de los oficiales de las comisarías militares son bastante considerados con los potenciales reclutas en este asunto y generalmente les permiten a los graduados el tiempo suficiente para elegir la universidad e inscribirse, aunque el período de reclutamiento de primavera aún no haya terminado  el periodo durante el cual la mayoría de las escuelas gradúan a sus estudiantes. A todas esas personas se les puede ordenar legalmente que se presenten en los centros de reclutamiento al día siguiente de la graduación.
Los varones en edad de reclutamiento que optaron por no continuar su educación en cualquier etapa, por lo general suelen recibir notificación del ejército dentro de medio año después de que termine su educación, debido a la naturaleza periódica de los períodos de reclutamiento en el Ejército ruso.

### Exámenes de Estado Unificado
Tradicionalmente, las universidades e institutos realizaban sus propias pruebas de admisión independientemente del historial escolar de los solicitantes. No había una medida uniforme de las habilidades de los graduados; las calificaciones emitidas por las escuelas secundarias se percibieron como incompatibles debido a las variaciones de calificación entre las escuelas y las regiones. En 2003, el Ministerio de Educación lanzó el programa de Examen Estatal Unificado (USE). El conjunto de exámenes estandarizados para graduados de escuela secundaria, emitidos uniformemente en todo el país y calificados como independientes de los maestros de escuela del estudiante, similar al SAT de América del Norte, supuestamente reemplazaría los exámenes de ingreso a las universidades estatales. Por lo tanto, razonaron los reformadores, el USE capacitará a los graduados con talento procedentes de lugares remotos para competir por admisiones en las universidades de su elección, al mismo tiempo que eliminará el soborno relacionado con la admisión, que entonces se estimó en mil millones de dólares anuales. En 2003, 858 trabajadores universitarios fueron acusados de soborno, la "tarifa" de admisión en el Instituto Estatal de Relaciones Internacionales de Moscú (MGIMÓ) supuestamente alcanzó los 30,000 dólares estadounidenses.
Los directores universitarios, en particular el rector de la Universidad Estatal de Moscú desde 1992 Víktor Sadóvnichi, resistieron la novedad, argumentando que sus escuelas no pueden sobrevivir sin cobrar a los solicitantes sus propios obstáculos de entrada. Sin embargo, los legisladores promulgaron USE en febrero de 2007. En 2008, era obligatorio para los estudiantes y opcional para las universidades; es totalmente obligatorio desde 2009. A algunos establecimientos de educación superior todavía se les permite presentar sus propias pruebas de ingreso además de la calificación USE; tales pruebas deben publicarse con anticipación.
La concesión de grados USE implica dos etapas. En este sistema, una "calificación primaria" es la suma de puntos para las tareas completadas, y cada una de las tareas tiene un número máximo de puntos asignados. La máxima calificación primaria total varía según la materia, de modo que se puede obtener, por ejemplo, una calificación primaria de 23 de 37 en matemáticas y una calificación primaria de 43 de 80 en francés. Los grados primarios se convierten luego en calificaciones finales o de "prueba" por medio de un cálculo estadístico sofisticado, que tiene en cuenta la distribución de calificaciones primarias entre los examinados. Este sistema ha sido criticado por su falta de transparencia
La primera sesión nacional de USE que cubre todas las regiones de Rusia se realizó en el verano de 2008. El 25.3% de los estudiantes fallaron en la prueba de literatura, el 23.5% fallaron en matemáticas; los grados más altos se registraron en francés, inglés y estudios sociales. Veinte mil estudiantes presentaron reclamaciones contra sus calificaciones; un tercio de éstas se resolvieron a favor del estudiante.

## Educación para discapacitados

### Discapacidad física
Los niños con discapacidades físicas, dependiendo de la naturaleza, el grado de discapacidad y la disponibilidad de instituciones especializadas locales, asisten a dichas instituciones o clases especiales dentro de las escuelas normales. Desde 2007, hay 80 escuelas para ciegos y niños con problemas de visión; su período escolar se extiende a 12 años y las clases se limitan a 9-12 alumnos por maestro. La educación para sordos está a cargo de 99 jardines de infancia especializados y 207 escuelas secundarias secundarias; los niños que nacieron sordos son admitidos en jardines de infancia especializados tan pronto como sea posible, idealmente a partir de los 18 meses de edad; son educados por separado de los niños que perdieron la audición después de adquirir habilidades básicas del habla. Las escuelas vocacionales para las personas sordas que no han completado la educación secundaria existen solo en cinco ciudades. Otra amplia red de instituciones especializadas atiende a niños con trastornos de la movilidad. El 60-70% de todos los niños con parálisis cerebral son educados a través de este canal. Los niños son admitidos en jardines de infantes especializados a los tres o cuatro años de edad y se van pasando en grupos muy reducidos; la especialización continúa a lo largo de su período escolar que puede extenderse hasta trece años. El sistema, sin embargo, no está listo para aceptar a niños que también muestran una evidente discapacidad del desarrollo; no tienen otra opción que la educación en el hogar. Todos los graduados de las escuelas de discapacidad física tienen derecho al mismo nivel de certificados de educación secundaria que los graduados normales.
Hay 42 escuelas especializadas de formación profesional (sin título) para personas discapacitadas; los más notables son la Escuela de Música para Ciegos en Kursk y la Escuela de Medicina para Ciegos en Kislovodsk. La educación de pregrado completamente segregada es proporcionada por dos colegios: el Instituto de Artes para los Discapacitados (inscripción de 158 estudiantes en 2007) y el Instituto Social Humanitario (inscripción de 250 estudiantes), ambos en Moscú. Otras instituciones brindan capacitación semisegregada (grupos especializados dentro del entorno normal de la universidad) o declaran el acceso total de la discapacidad a sus clases regulares. La Universidad Técnica Estatal Bauman de Moscú y la Universidad Estatal de Cheliábinsk tienen el mayor número de estudiantes discapacitados (170 cada uno, 2007). La Universidad Bauman se centra en la educación para sordos; el Herzen Pedagogical Institute inscribe diferentes grupos de discapacidad física. Sin embargo, estudios independientes afirman que las universidades no logran integrar a las personas con discapacidad en su vida académica y social.

### Discapacidad mental
Se estima que el 20% de los niños que abandonan el jardín de infantes no se ajustan a los requisitos de la escuela primaria y necesitan una educación especial. Los niños con retraso en el desarrollo que pueden regresar a las escuelas normales y estudiar junto con los niños normales reciben capacitación en clases compensatorias dentro de las escuelas normales. El sistema está destinado a preparar a estos niños para la escuela normal a la edad más temprana posible, cerrando (compensando) la brecha entre ellos y los estudiantes normales. Es un desarrollo relativamente nuevo que comenzó en la década de 1970 y obtuvo la aprobación nacional en la década de 1990.
Las discapacidades mentales persistentes pero leves que impiden la coeducación con niños normales en el futuro previsible pero que no califican como retraso moderado, intenso o grave requieren correcciones especializadas (en ruso: коррекционные) internados que se extienden de 8-9 a 18-21 años de edad. Su tarea es adaptar a la persona a la vida en una sociedad moderna, en lugar de a la educación posterior.
Los niños con formas más fuertes de discapacidad intelectual son, a partir de 2008, en su mayoría excluidos del sistema educativo. Algunos están capacitados dentro de los grupos de discapacidad grave de los correccionales y orfanatos correccionales, mientras que otros reciben ayuda solo a través del asesoramiento.

## Educación terciaria (nivel universitario)
Según un informe de la UNESCO de 2005, más de la mitad de la población adulta de Rusia ha alcanzado una educación terciaria, que es dos veces más alta que el promedio de la OCDE.
Comenzando el año académico 2007-2008, Rusia tenía 8.1 millones de estudiantes matriculados en todas las formas de educación terciaria (incluyendo instituciones militares y policiales y estudios de postgrado). Los estudiantes extranjeros representaron el 5,2% de la matrícula, la mitad de los cuales provenían de otros países de la CEI. Más de 6.2 millones de estudiantes se matricularon en 658 instituciones de propiedad estatal y 450 privadas de nivel universitario civil con licencia del Ministerio de Educación; la cantidad total de maestros universitarios total alcanzó 625 mil en 2005.
El número de instituciones de propiedad estatal aumentó constantemente de 514 en 1990 a 655 en 2002 y permanece casi constante desde 2002. El número de instituciones privadas, reportadas por primera vez como 193 en 1995, continúa en aumento. La tendencia a la consolidación comenzó en 2006 cuando las universidades estatales y las universidades de Rostov del Don, Taganrog y otras ciudades del sur se fusionaron en la Universidad Federal del Sur, con sede en Rostov del Don; un conglomerado similar se formó en Krasnoyarsk como la Universidad Federal de Siberia; el tercero surgió en Vladivostok como Universidad Federal del Extremo Oriente. La Universidad Estatal de Moscú y la Universidad Estatal de San Petersburgo adquirieron el estatus de universidad federal en 2007 sin más cambios organizativos.
Andréi Fúrsenko, Ministro de Educación entre 2004 y 2012, hizo campaña para reducir el número de instituciones para eliminar las fábricas de diplomas y las universidades de calidad inferior; en abril de 2008, su posición fue aprobada por el presidente Dmitri Medvédev: "Esta cantidad, alrededor de mil universidades y dos mil de spin-offs, no existe en ningún otro lugar del mundo, puede ser exagerado incluso para China ... las consecuencias son claras: devaluación del estándar educativo ". Incluso los partidarios de la reducción como Yevgueni Yasin admiten que la medida fortalecerá la consolidación de la academia en Moscú, San Petersburgo y Novosibirsk y devastará las provincias, dejando a los sujetos federales de Rusia sin universidades para la formación de maestros de escuelas locales. Para una comparación, Estados Unidos tiene un total de 4,495 instituciones elegibles para el título y elegibles para el título IV: 2,774 instituciones de grado BA / BSC y 1,721 instituciones de grado AA / ASc.
Las dificultades financieras y de visado históricamente han dificultado la obtención de una educación superior en el extranjero para adultos jóvenes en la era postsoviética.

### Modelo tradicional
A diferencia del modelo de proceso de los Estados Unidos o Bolonia, la educación superior rusa tradicionalmente no está dividida en niveles de pregrado (licenciatura) y posgrado (maestría). En cambio, la educación terciaria se lleva a cabo en una sola etapa, típicamente de cinco o seis años de duración, que dio como resultado un diploma de especialización. Los diplomas de especializzación se percibieron igual a la calificación de maestría/maestría occidental. Un graduado especializado no necesitaba más títulos académicos para seguir una carrera profesional, con la excepción de algunas ramas (aunque no todas) de profesiones médicas que requerían una etapa de residencia de posgrado. La educación universitaria militar dura cuatro años y se clasifica como equivalente a un título de especialización.
Históricamente, la educación terciaria civil se dividió entre una minoría de las universidades de currícula amplio tradicionales y un mayor número de institutos de especialización restringidos (incluidas las escuelas de arte). Muchos de estos institutos, como el Instituto de Ingeniería Física de Moscú (MIFI) y la Universidad Panrusa Guerásimov de Cinematografía, se concentran principalmente en Moscú y San Petersburgo. Los institutos cuyos graduados tienen una gran demanda en toda Rusia, como institutos médicos y docentes, se distribuyen de manera más uniforme en todo el país. Los institutos en campos geográficamente específicos tenderán a estar situados en áreas que sirven sus especialidades. Los institutos de minería y metalurgia se encuentran en territorios ricos en minerales, y los institutos marítimos y pesqueros están ubicados en las comunidades portuarias.
La educación médica se desarrolló originalmente dentro de las universidades, pero se separó de ellas en 1918 y permanece separada a partir de 2008. La educación legal en Rusia existe tanto dentro de las universidades como en institutos de derecho independientes como la Universidad de Derecho Académico (en ruso: Академический правовой университет, АПУ) fundada bajo los auspicios del Instituto de Estado y Derecho. En la década de 1990, muchos institutos técnicos y nuevas escuelas privadas crearon sus propios departamentos de derecho; a partir de 2008, los departamentos de derecho capacitaron a alrededor de 750 mil estudiantes.
En la década de 1990, los institutos típicamente se renombraron a sí mismos como universidades, al mismo tiempo que conservaban su estrecha especialización histórica. Más recientemente, varias de estas nuevas "universidades privadas" han cambiado su nombre a "institutos" para reflejar su especialización más estrecha. En segundo lugar, la Universidad Académica de Derecho recientemente en 2010, ha sido renombrada como Instituto Académico de Derecho.
En estos institutos, la especialización del estudiante dentro de un departamento elegido se fijó al momento de la admisión, y moverse entre diferentes flujos dentro del mismo departamento fue difícil. Los programas de estudio fueron (y todavía son) rígidamente fijados durante todo el período de estudio; los estudiantes tienen pocas opciones para planificar su progreso académico. La movilidad entre instituciones con programas de estudio compatibles se permitió con poca frecuencia, generalmente debido a la reubicación familiar de una ciudad a otra.

### Avance hacia el proceso de Bolonia
Rusia está en el proceso de migrar de su modelo de educación terciaria tradicional, incompatible con los grados académicos occidentales existentes, a una estructura de grados en línea con el modelo del Proceso de Bolonia. (Rusia firmó la Declaración de Bolonia en 2003.) En octubre de 2007, Rusia promulgó una ley que reemplaza el modelo tradicional de educación de cinco años con un enfoque de dos niveles: un título de cuatro años de licenciatura (en ruso: бакалавр, bakalavr) seguido de un Maestría de dos años (en ruso: магистр, maguistr).
La medida ha sido criticada por su enfoque meramente formal: en lugar de remodelar su plan de estudios, las universidades simplemente insertarían una acreditación BSc / BA en el medio de sus programas estándar de cinco o seis años. En general, el mercado de trabajo desconoce el cambio y los críticos predicen que los diplomas BSc / BA autónomos no serán reconocidos como educación universitaria "real" en el futuro previsible, lo que hace innecesario e indeseable el título sin una mayor especialización. Las instituciones como el Instituto de Física y Tecnología de Moscú (IFTM) o Instituto de Ingeniería Física de Moscú (MIFI) han practicado un desglose de dos niveles de sus programas especializados durante décadas y cambiaron a designaciones de proceso de Bolonia mucho antes de la ley de 2007, pero una mayoría absoluta de sus estudiantes completaron los seis años del plan de estudios MSc / MA, en relación con BSc / BA etapa como inútil en la vida real.
La movilidad de los estudiantes entre las universidades se ha desalentado tradicionalmente y, por lo tanto, se ha mantenido a un nivel muy bajo; no hay indicios de que la aceptación formal del Proceso de Bolonia ayude a los estudiantes a buscar una mejor educación. Finalmente, si bien la capacitación especializada de cinco años fue gratuita para todos los estudiantes, la nueva etapa de MSc / MA no lo es. El cambio obliga a los estudiantes a pagar por lo que era gratis para la clase anterior; el costo es inevitable porque solo el título BSc / BA se considera inútil. Los defensores del Proceso de Bolonia argumentan que los últimos años del programa especializado fueron formales e inútiles: los horarios académicos fueron relajados y poco exigentes, lo que permitió a los estudiantes trabajar en otro lugar. Reducir el programa de especialización de cinco años a un BSc / BA de cuatro años no disminuirá el contenido académico real de la mayoría de estos programas.

## Niveles de postgrado
La estructura del diploma de posgrado hasta ahora conserva su patrón soviético único establecido en 1934. El sistema hace una distinción entre grados científicos, evidenciando el logro personal de postgrado en investigación científica, y títulos académicos relacionados pero separados, evidenciando logros personales en la educación de nivel universitario.
Hay dos títulos de posgrado sucesivos: kandidat nauk (Candidato de ciencias) y dóktor nauk (Doctor de ciencias). Ambos son un certificado de logros científicos, más que académicos, y deben estar respaldados por trabajos científicos originales / novedosos, evidenciados por publicaciones en revistas revisadas por pares y una disertación defendida frente a la junta académica superior. Los títulos son emitidos por la Comisión Superior de Certificación (VAK) del Ministerio de Educación. Un título siempre se otorga en uno de los 23 campos predeterminados de la ciencia, incluso si el logro subyacente pertenece a diferentes campos. Por lo tanto, es posible defender dos grados de kandidat de forma independiente, pero no simultáneamente; un dóktor en un campo también puede ser un kandidat en un campo diferente.
El kandidat nauk puede lograrse dentro del entorno universitario (cuando la universidad se dedica a la investigación activa en el campo elegido), centros de investigación especializados o unidades de investigación y desarrollo en la industria. El camino típico de kandidat nauk desde la admisión al diploma toma de 2 a 4 años. El documento de disertación debe contener una solución de un problema científico existente, o una propuesta práctica con un potencial económico o militar significativo. El título se percibe a menudo como equivalente al doctorado occidental, aunque esto puede variar según el campo de estudio, y puede no verse como tal fuera de Rusia, sino como un grado más significativo.
El dóktor nauk, la siguiente etapa, implica lograr una producción científica significativa. Este título a menudo se equipara con la habilitación alemana o escandinava. El trabajo de disertación debe resumir la investigación del autor que resulta en declaraciones teóricas que se califican como un nuevo descubrimiento o solución de un problema existente, o una propuesta práctica con un potencial económico o militar significativo. El camino de kandidat a dóktor generalmente lleva 10 años de actividad de investigación dedicada; uno de cada cuatro candidatos llega a esta etapa. El sistema implica que los solicitantes deben trabajar en su campo de investigación a tiempo completo; sin embargo, los títulos en ciencias sociales se otorgan rutinariamente a políticos activos.
Los títulos académicos de dotsent y profesor se otorgan al personal activo de la universidad que ya haya obtenido títulos de kandidat o dóktor; las reglas prescriben el término de residencia mínimo, la creación de libros de texto de estudio establecidos en su campo elegido y la orientación de aprendices de postgrado exitosos; reglas especiales, menos formales se aplican a los profesores de artes.
La educación militar de postgrado cae radicalmente del esquema estándar. Es provisto por las academias militares; a diferencia de sus homónimos occidentales, son instituciones de postgrado. Pasar el curso de una academia no resulta en un título explícitamente nombrado (aunque puede estar acompañado por un grado de investigación para kandidat nauk) y permite al graduado avanzar a un cierto nivel de comando (equivalente al comandante del batallón y/o superior).

## Educación en idiomas de Rusia[73][74][75]
| Idioma            | Número de escuelas con instrucción en el idioma | Número de escuelas con instrucción en el idioma | Número de escuelas con instrucción en el idioma | Número de escuelas con instrucción en el idioma | Número de escuelas con instrucción en el idioma | Número de escuelas con instrucción en el idioma | El número de escuelas que imparten la lengua como asignatura de | El número de escuelas que imparten la lengua como asignatura de | El número de escuelas que imparten la lengua como asignatura de | El número de escuelas que imparten la lengua como asignatura de | El número de escuelas que imparten la lengua como asignatura de | Población     |
| Idioma            | 1995/96                                         | 1997/98                                         | 2000/01                                         | 2001/02                                         | 2002/03                                         | 2013/14                                         | 1995/96                                                         | 1997/98                                                         | 2000/01                                                         | 2001/02                                                         | 2002 / 03                                                       | 2002 (census) |
| ----------------- | ----------------------------------------------- | ----------------------------------------------- | ----------------------------------------------- | ----------------------------------------------- | ----------------------------------------------- | ----------------------------------------------- | --------------------------------------------------------------- | --------------------------------------------------------------- | --------------------------------------------------------------- | --------------------------------------------------------------- | --------------------------------------------------------------- | ------------- |
| Abaza             | 1                                               | 1                                               | 0                                               | 0                                               | 0                                               | 32                                              | 31                                                              | 32                                                              | 35                                                              | 37,942                                                          |                                                                 |               |
| Agul              | 0                                               | 0                                               | 0                                               | 0                                               | 0                                               | 24                                              | 0                                                               | 0                                                               | 0                                                               | 28,297                                                          |                                                                 |               |
| Avar              | 584                                             | 592                                             | 497                                             | 589                                             | 537                                             | 502                                             | 514                                                             | 586                                                             | 549                                                             | 814,473                                                         |                                                                 |               |
| Adyghe            | 31                                              | 36                                              | 35                                              | 37                                              | 20                                              | 106                                             | 123                                                             | 131                                                             | 129                                                             | 128,528                                                         |                                                                 |               |
| Azerbaijani       | 5                                               | 7                                               | 6                                               | 6                                               | 6                                               | 69                                              | 73                                                              | 65                                                              | 72                                                              | 621,840                                                         |                                                                 |               |
| Altái             | 63                                              | 64                                              | 62                                              | 65                                              | 64                                              | 106                                             | 115                                                             | 121                                                             | 128                                                             | 67,239                                                          |                                                                 |               |
| Armenian          | 2                                               | 6                                               | 7                                               | 3                                               | 7                                               | 34                                              | 17                                                              | 19                                                              | 16                                                              | 1 130 491                                                       |                                                                 |               |
| Balkar            | 23                                              | 17                                              | 10                                              | 8                                               | 5                                               | 68                                              | 78                                                              | 88                                                              | 89                                                              | 108,426                                                         |                                                                 |               |
| Bashkir           | 892                                             | 906                                             | 884                                             | 886                                             | 911                                             | 838                                             | 1222                                                            | 1424                                                            | 1426                                                            | 1,673,389                                                       |                                                                 |               |
| Buryat            | 144                                             | 138                                             | 146                                             | 143                                             | 140                                             | 298                                             | 347                                                             | 338                                                             | 344                                                             | 445,175                                                         |                                                                 |               |
| Vepsian           | 0                                               | 0                                               | 0                                               | 0                                               | 0                                               | 3                                               | 4                                                               | 5                                                               | 5                                                               | 8,240                                                           |                                                                 |               |
| Georgian          | 1                                               | 1                                               | 1                                               | 1                                               | 1                                               | 2                                               | 2                                                               | 3                                                               | 4                                                               | 197,934                                                         |                                                                 |               |
| Dargin            | 233                                             | 233                                             | 186                                             | 188                                             | 187                                             | 281                                             | 219                                                             | 290                                                             | 289                                                             | 510,156                                                         |                                                                 |               |
| Dolgan            | 0                                               | 0                                               | 0                                               | 0                                               | 0                                               | 12                                              | 13                                                              | 13                                                              | 13                                                              | 801                                                             |                                                                 |               |
| Hebrew            | 0                                               | 0                                               | 0                                               | 0                                               | 0                                               | 1                                               | 0                                                               | 0                                                               | 0                                                               | 229,938                                                         |                                                                 |               |
| Yiddish           | 0                                               | 0                                               | 0                                               | 0                                               | 0                                               | 2                                               | 3                                                               | 3                                                               | 3                                                               | 229,938                                                         |                                                                 |               |
| Ingush            | -                                               | -                                               | -                                               | -                                               | 0                                               | 92                                              | 103                                                             | 104                                                             | 111                                                             | 413,016                                                         |                                                                 |               |
| Itelmen           | 0                                               | 0                                               | 0                                               | 0                                               | 0                                               | 2                                               | 3                                                               | 2                                                               | 2                                                               | 3,180                                                           |                                                                 |               |
| Kabardian         | 106                                             | 92                                              | 86                                              | 74                                              | 74                                              | 179                                             | 188                                                             | 208                                                             | 219                                                             | 519,958                                                         |                                                                 |               |
| Kazakh            | 1                                               | 1                                               | 1                                               | 1                                               | 1                                               | 107                                             | 70                                                              | 89                                                              | 92                                                              | 653,962                                                         |                                                                 |               |
| Kalmyk            | 42                                              | 56                                              | 64                                              | 66                                              | 71                                              | 220                                             | 204                                                             | 196                                                             | 200                                                             | 173,996                                                         |                                                                 |               |
| Karachaevsky      | 0                                               | 0                                               | 0                                               | 0                                               | 0                                               | 105                                             | 110                                                             | 107                                                             | 111                                                             | 192,182                                                         |                                                                 |               |
| Karelian          | 0                                               | 0                                               | 0                                               | 0                                               | 0                                               | 29                                              | 32                                                              | 43                                                              | 40                                                              | 93,344                                                          |                                                                 |               |
| Ket               | 0                                               | 0                                               | 0                                               | 0                                               | 0                                               | 6                                               | 6                                                               | 8                                                               | 5                                                               | 1,494                                                           |                                                                 |               |
| Komi              | 0                                               | 0                                               | 0                                               | 0                                               | 0                                               | 276                                             | 366                                                             | 372                                                             | 371                                                             | 293,406                                                         |                                                                 |               |
| Komi-Perm         | 0                                               | 0                                               | 0                                               | 0                                               | 0                                               | 82                                              | 81                                                              | 77                                                              | 67                                                              | 125,235                                                         |                                                                 |               |
| Korean            | 0                                               | 0                                               | 0                                               | 0                                               | 0                                               | 4                                               | 7                                                               | 6                                                               | 8                                                               | 148,556                                                         |                                                                 |               |
| Koryak            | 0                                               | 0                                               | 0                                               | 0                                               | 0                                               | 20                                              | 25                                                              | 21                                                              | 15                                                              | 8,743                                                           |                                                                 |               |
| Kumyk             | 72                                              | 91                                              | 75                                              | 73                                              | 71                                              | 175                                             | 184                                                             | 177                                                             | 176                                                             | 422,409                                                         |                                                                 |               |
| Lak               | 70                                              | 74                                              | 75                                              | 71                                              | 79                                              | 105                                             | 107                                                             | 102                                                             | 106                                                             | 156,545                                                         |                                                                 |               |
| Latvian           | 0                                               | 0                                               | 0                                               | 0                                               | 0                                               | 2                                               | 2                                                               | 3                                                               | 28,520                                                          |                                                                 |                                                                 |               |
| Lezgin            | 148                                             | 122                                             | 149                                             | 137                                             | 148                                             | 199                                             | 215                                                             | 214                                                             | 210                                                             | 411,535                                                         |                                                                 |               |
| Lithuanian        | 2                                               | 0                                               | 0                                               | 0                                               | 0                                               | 1                                               | 7                                                               | 6                                                               | 2                                                               | 45,569                                                          |                                                                 |               |
| Mansi             | 0                                               | 0                                               | 0                                               | 0                                               | 0                                               | 6                                               | 13                                                              | 12                                                              | 12                                                              | 11,432                                                          |                                                                 |               |
| Mari (Mountain)   | 41                                              | 43                                              | 39                                              | 33                                              | 20                                              | 34                                              | 47                                                              | 40                                                              | 38                                                              |                                                                 |                                                                 |               |
| Mari (Meadow)     | 298                                             | 283                                             | 276                                             | 259                                             | 258                                             | 374                                             | 433                                                             | 433                                                             | 410                                                             |                                                                 |                                                                 |               |
| Mordovia (moksha) | 137                                             | 134                                             | 110                                             | 113                                             | 117                                             | 137                                             | 118                                                             | 127                                                             | 121                                                             |                                                                 |                                                                 |               |
| Mordovia (Erzya)  | 101                                             | 95                                              | 96                                              | 97                                              | 83                                              | 134                                             | 142                                                             | 144                                                             | 154                                                             |                                                                 |                                                                 |               |
| Nanai             | 0                                               | 0                                               | 0                                               | 0                                               | 0                                               | 7                                               | 13                                                              | 13                                                              | 12                                                              | 12,160                                                          |                                                                 |               |
| Nganasan          | 0                                               | 0                                               | 0                                               | 0                                               | 0                                               | 3                                               | 0                                                               | 0                                                               | 0                                                               | 834                                                             |                                                                 |               |
| German            | 1                                               | -                                               | 4                                               | 4                                               | 0                                               | 63                                              | 36                                                              | 40                                                              | 31                                                              | 597,212                                                         |                                                                 |               |
| Nenets            | 0                                               | 0                                               | 0                                               | 0                                               | 0                                               | 34                                              | 36                                                              | 39                                                              | 35                                                              | 41,302                                                          |                                                                 |               |
| Nivkh             | 0                                               | 0                                               | 0                                               | 0                                               | 0                                               | 5                                               | 4                                                               | 3                                                               | 5                                                               | 5,162                                                           |                                                                 |               |
| Modern Greek      | 0                                               | 1                                               | 0                                               | 0                                               | 0                                               | 5                                               | 4                                                               | 2                                                               | 2                                                               | 97,827                                                          |                                                                 |               |
| Nogai             | 2                                               | 0                                               | 0                                               | 0                                               | 0                                               | 57                                              | 61                                                              | 63                                                              | 65                                                              | 90,666                                                          |                                                                 |               |
| Ossetia           | 64                                              | 57                                              | 58                                              | 53                                              | 45                                              | 202                                             | 160                                                             | 199                                                             | 197                                                             | 514,875                                                         |                                                                 |               |
| Polish            | 0                                               | 0                                               | 0                                               | 0                                               | 0                                               | 1                                               | 3                                                               | 3                                                               | 3                                                               | 73,001                                                          |                                                                 |               |
| Rutulsky          | 0                                               | 0                                               | 0                                               | 0                                               | 0                                               | 17                                              | 20                                                              | 18                                                              | 17                                                              | 29,929                                                          |                                                                 |               |
| Sami              | 0                                               | 0                                               | 0                                               | 0                                               | 0                                               | 1                                               | 1                                                               | 1                                                               | 1                                                               | 1,991                                                           |                                                                 |               |
| Selkup            | 0                                               | 0                                               | 0                                               | 0                                               | 0                                               | 5                                               | 5                                                               | 6                                                               | 5                                                               | 4,249                                                           |                                                                 |               |
| Tabasaran         | 71                                              | 69                                              | 70                                              | 57                                              | 71                                              | 103                                             | 118                                                             | 123                                                             | 125                                                             | 131,785                                                         |                                                                 |               |
| Tatar             | 2374                                            | 2406                                            | 2280                                            | 2207                                            | 2166                                            | 757                                             | 2185                                                            | 2400                                                            | 2524                                                            | 2469                                                            | 5,554,601                                                       |               |
| Tat               | 0                                               | 0                                               | 0                                               | 0                                               | 0                                               | 5                                               | 2                                                               | 3                                                               | 1                                                               | 2,303                                                           |                                                                 |               |
| Tofalar           | 0                                               | 0                                               | 0                                               | 0                                               | 0                                               | 3                                               | 2                                                               | 2                                                               | 3                                                               | 837                                                             |                                                                 |               |
| Tuvá              | 150                                             | 151                                             | 152                                             | 151                                             | 153                                             | 129                                             | 140                                                             | 142                                                             | 147                                                             | 243,442                                                         |                                                                 |               |
| Turkish           | 3                                               | 0                                               | 0                                               | 0                                               | 0                                               | 2                                               | 4                                                               | 10                                                              | 3                                                               | 92,415                                                          |                                                                 |               |
| Turkmen           | 0                                               | 0                                               | 0                                               | 0                                               | 0                                               | 8                                               | 8                                                               | 7                                                               | 5                                                               | 33,053                                                          |                                                                 |               |
| Udmurt            | 56                                              | 55                                              | 48                                              | 44                                              | 44                                              | 469                                             | 431                                                             | 464                                                             | 452                                                             | 636,906                                                         |                                                                 |               |
| Ukrainian         | 0                                               | 0                                               | 0                                               | 0                                               | 0                                               | 5                                               | 8                                                               | 4                                                               | 5                                                               | 2,942,961                                                       |                                                                 |               |
| Finnish           | 0                                               | 0                                               | 0                                               | 0                                               | 0                                               | 63                                              | 69                                                              | 62                                                              | 66                                                              | 34,050                                                          |                                                                 |               |
| Jakasia           | 17                                              | 18                                              | 10                                              | 10                                              | 12                                              | 96                                              | 96                                                              | 88                                                              | 93                                                              | 75,622                                                          |                                                                 |               |
| Khanty            | 0                                               | 0                                               | 0                                               | 0                                               | 0                                               | 18                                              | 33                                                              | 33                                                              | 34                                                              | 28,678                                                          |                                                                 |               |
| Tsakhur           | 0                                               | 0                                               | 0                                               | 0                                               | 0                                               | 12                                              | 0                                                               | 0                                                               | 0                                                               | 10,366                                                          |                                                                 |               |
| Circassian        | 8                                               | 7                                               | 7                                               | 8                                               | 7                                               | 41                                              | 43                                                              | 41                                                              | 43                                                              | 60,517                                                          |                                                                 |               |
| Chechen           | 20                                              | 23                                              | 21                                              | 18                                              | 19                                              | 52                                              | 53                                                              | 472                                                             | 482                                                             | 1,360,253                                                       |                                                                 |               |
| Chuvash           | 628                                             | 602                                             | 592                                             | 593                                             | 571                                             | 404                                             | 439                                                             | 429                                                             | 451                                                             | 1,637,094                                                       |                                                                 |               |
| Chukotka          | 0                                               | 0                                               | 0                                               | 0                                               | 0                                               | 34                                              | 39                                                              | 35                                                              | 35                                                              | 15,767                                                          |                                                                 |               |
| Shor              | 0                                               | 0                                               | 0                                               | 0                                               | 0                                               | 5                                               | 0                                                               | 0                                                               | 0                                                               | 13,975                                                          |                                                                 |               |
| Evenk             | 1                                               | -                                               | 6                                               | -                                               | 0                                               | 40                                              | 43                                                              | 44                                                              | 31                                                              | 35,527                                                          |                                                                 |               |
| The Even          | 3                                               | 2                                               | 2                                               | 2                                               | 0                                               | 21                                              | 18                                                              | 26                                                              | 38                                                              | 19,071                                                          |                                                                 |               |
| Eskimo            | 0                                               | 0                                               | 0                                               | 0                                               | 0                                               | 4                                               | 4                                                               | 3                                                               | 4                                                               | 1,750                                                           |                                                                 |               |
| Estonian          | 1                                               | 1                                               | 1                                               | 1                                               | 1                                               | -                                               | 1                                                               | 1                                                               | 1                                                               | 28,113                                                          |                                                                 |               |
| Yukaghir          | 0                                               | 0                                               | 0                                               | 0                                               | 0                                               | 2                                               | 2                                                               | 2                                                               | 2                                                               | 1,509                                                           |                                                                 |               |
| Yakutia           | 430                                             | 419                                             | 426                                             | 441                                             | 445                                             | 75                                              | 99                                                              | 98                                                              | 94                                                              | 443,852                                                         |                                                                 |               |
| Todo              | 6826                                            | 6803                                            | 6482                                            | 6439                                            | 6334                                            | 8841                                            | 9619                                                            | 10,608                                                          | 10,532                                                          | 24,809,544                                                      |                                                                 |               |